# Eisstadion Biel
Eisstadion Biel (fr. Stade de Glace) – hala sportowa w Biel/Bienne w Szwajcarii istniejąca w latach 1973–2015. Swoje mecze rozgrywała w niej hokejowa drużyna EHC Biel.
Hala powstawała w latach 1971–1973. Rekord frekwencji wynoszący 9411 widzów został ustanowiony w 1975. W 2010 pojemność hali wynosiła 8200 widzów. Ze względu na pogarszający się stan techniczny dachu w 2015 zespół EHC Biel przeniósł się na nowo wybudowany obiekt, Tissot Arenę. Hala została następnie rozebrana.

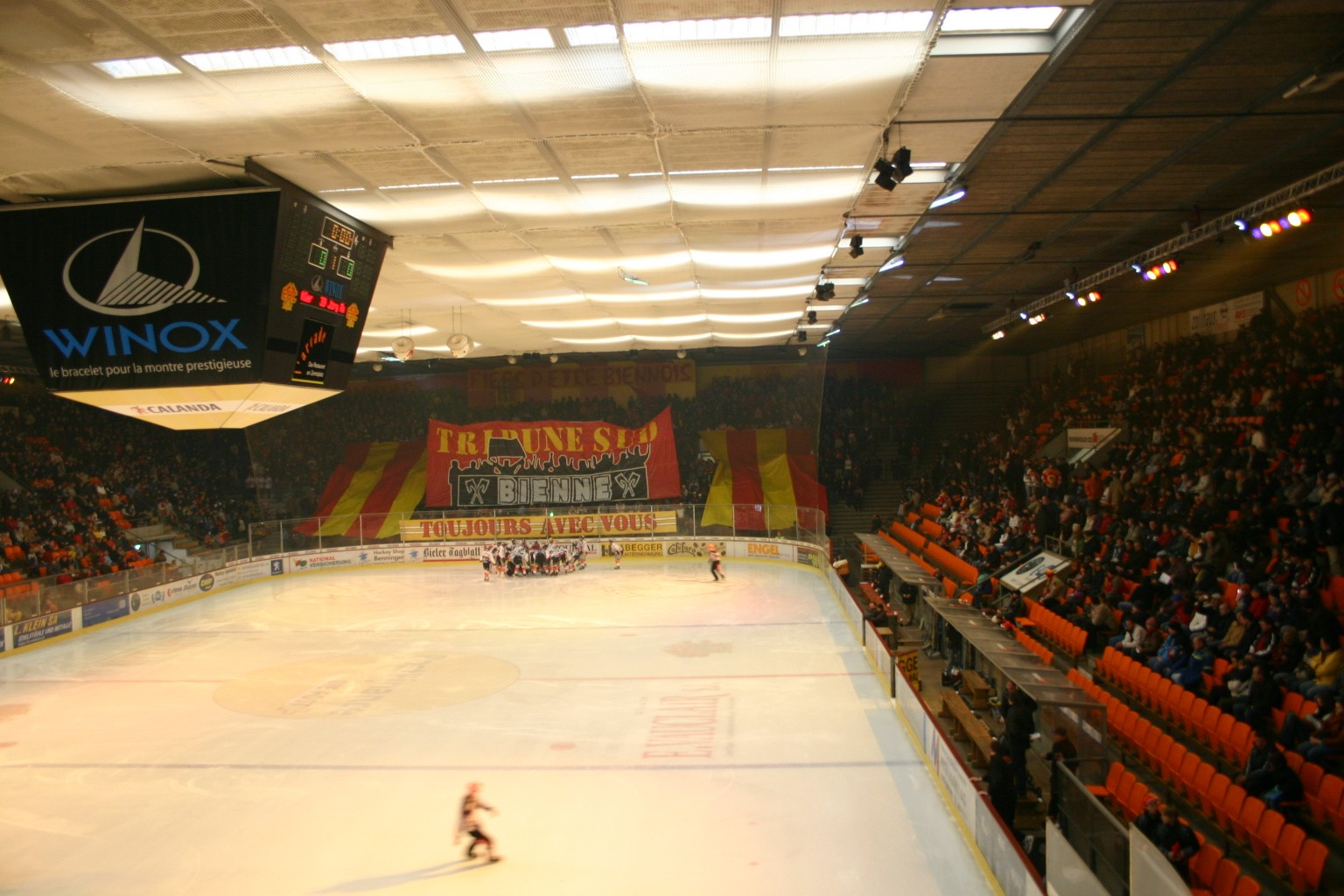
Wnętrze hali (2006)
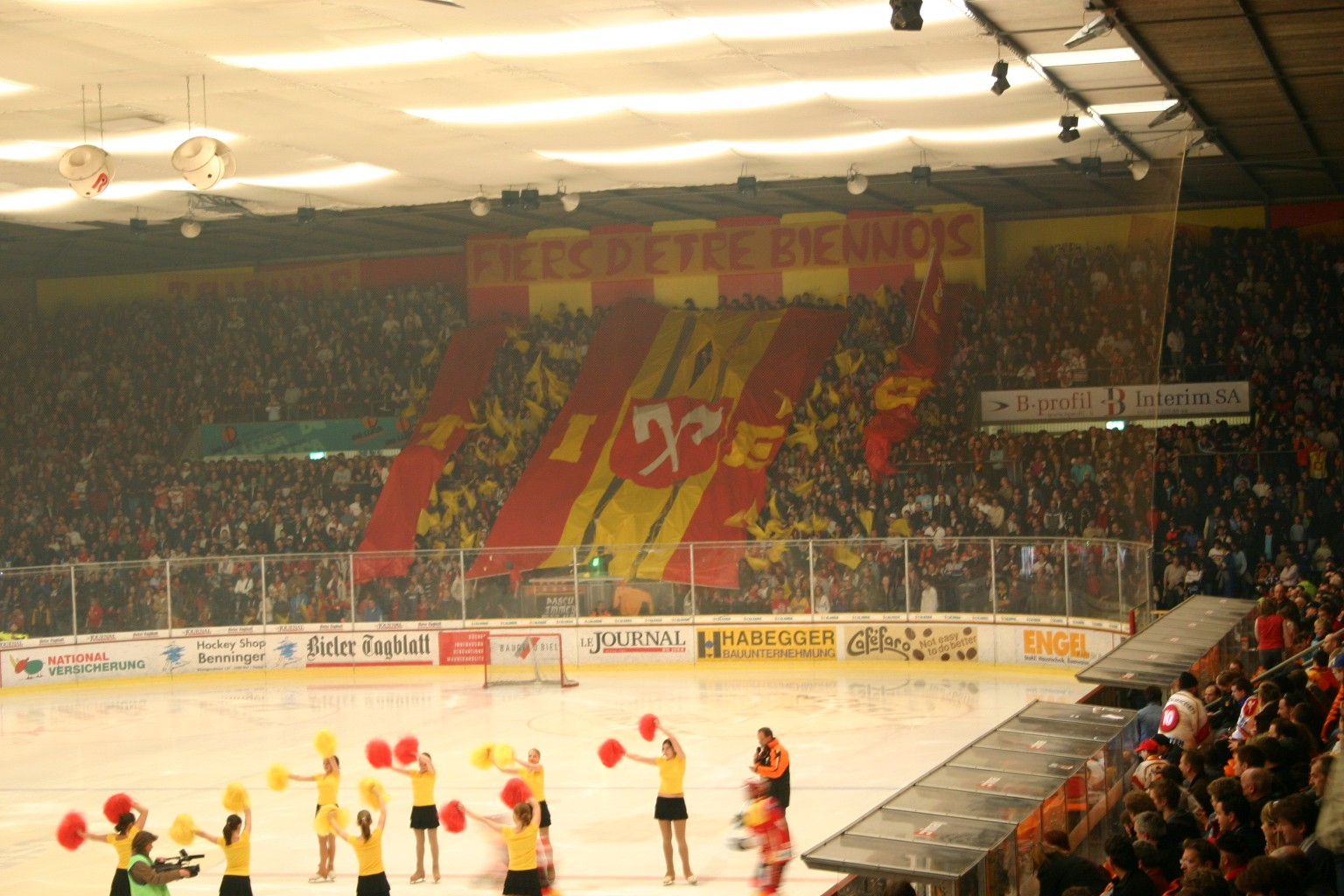
Wnętrze hali (2006)
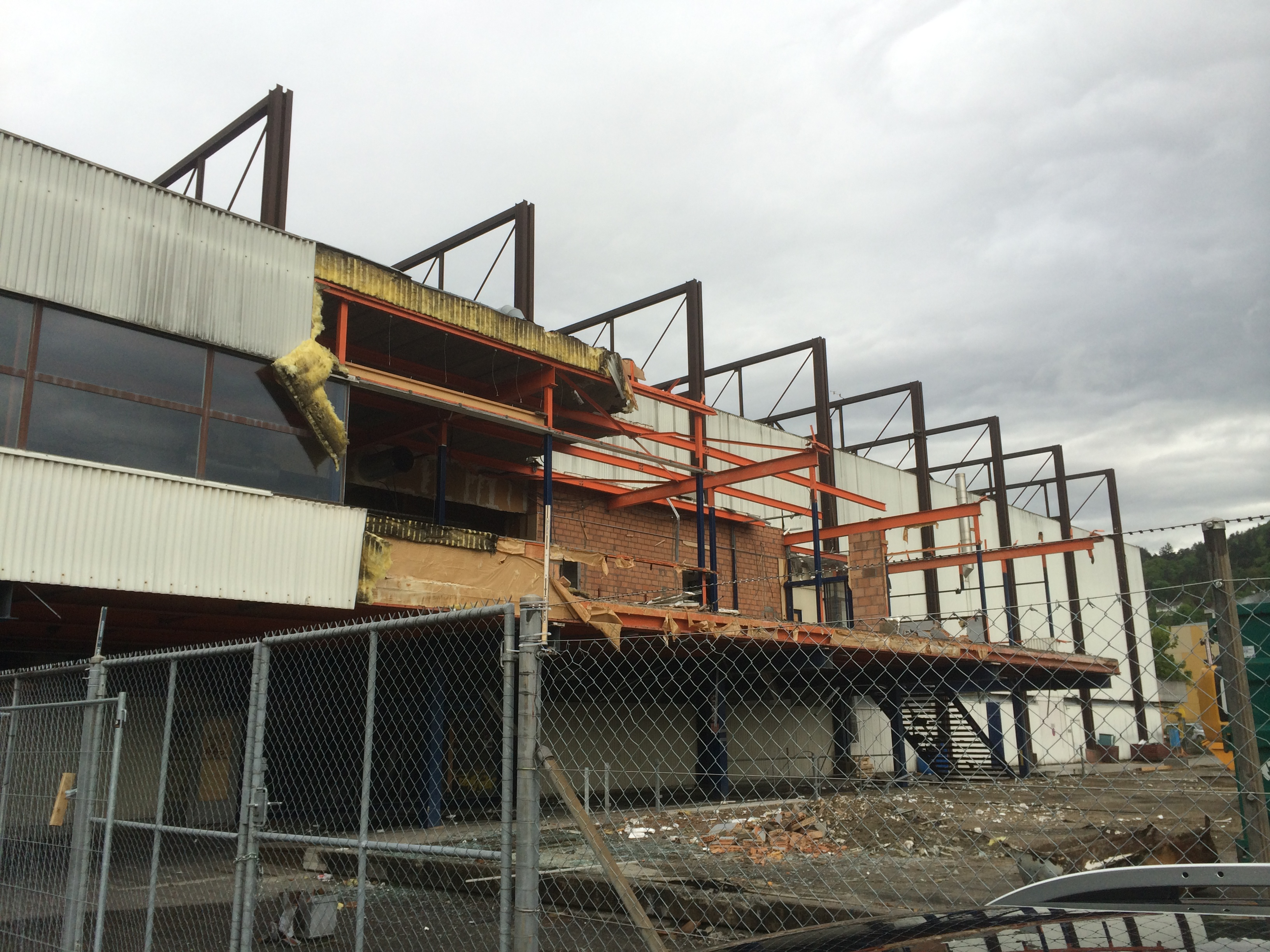
Hala podczas rozbiórki (2015)
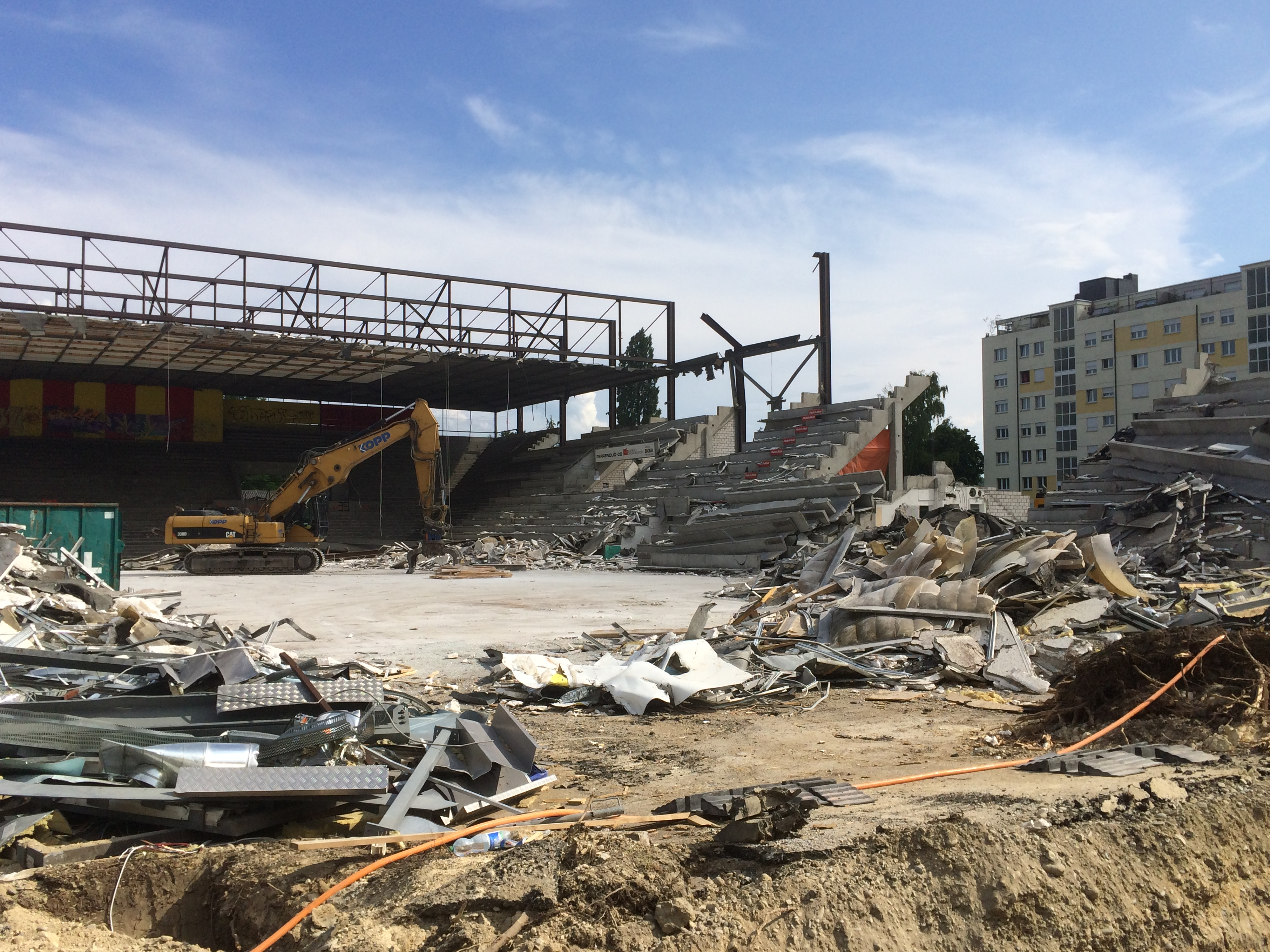
Hala podczas rozbiórki (2015)